# Kazimierz Aleksander Doktorowicz-Hrebnicki

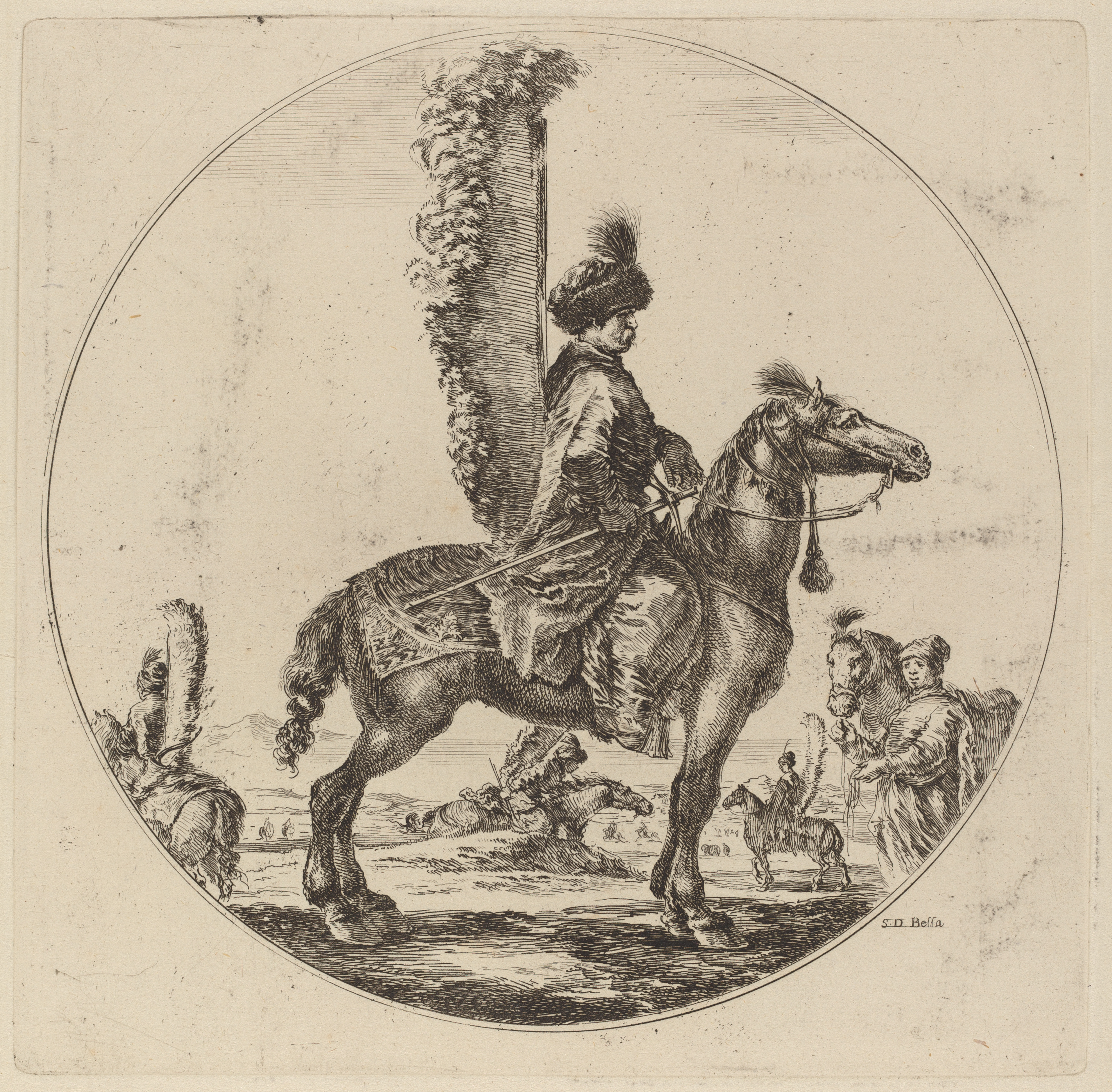
Towarzysz husarski wg. Stefano Della Bella, zbiory
Narodowej Galerii Sztuki w Waszyngtonie.

Kazimierz Aleksander Doktorowicz-Hrebnicki herbu Ostoja (zm. przed 1673) – wojski połocki, cześnik połocki, towarzysz husarski.

## Życiorys
Kazimierz Aleksander Doktorowicz-Hrebnicki należał do heraldycznego rodu Ostojów (Mościców). Przodkowie Hrebnickiego wywodzili się z Wielkiego Księstwa Litewskiego. Jego rodzina była wymieniana przez Kaspra Niesieckiego, Adama Bonieckiego, Teodora Żychlińskiego i innych polskich heraldyków i genealogów.
Kazimierz Aleksander Doktorowicz-Hrebnicki był synem Mikołaja Hrebnickiego, pana na Obolu i Anny Wojnianki. Jego małżonką była Barbara Chrapowicka, z którą miał córki: Annę Rypińską i Eleonorę Konińską oraz synów: Michała Kazimierza, Józefa i Kazimierza. Posiadał liczne dobra ziemskie. Odziedziczył Obol, wszedł w posiadanie majątków: Kurszliki (dziś Kuszliki), Muszniewicze, Huszczyno i Plutycze. Ponadto uzyskał przywilej na pobieranie cła na rzece Obol.
Kazimierz Aleksander Doktorowicz-Hrebnicki sprawował liczne funkcje i urzędy. Dnia 19 VI 1659 r. został nominowany na urząd wojskiego połockiego, który piastował do 1667 r. Potem był cześnikiem połockim w latach 1668–1671. W roku 1659 wzmiankowany jako towarzysz husarski. Według Żychlińskiego był także starostą orlejskim.